# Limnodynastes convexiusculus
Limnodynastes convexiusculus – gatunek płaza bezogonowego z rodziny Limnodynastidae występujący w północnej Australii oraz południowej Nowej Gwinei. Dorasta do 6 cm długości i cechuje się brązowym grzbietem pokrytym zielonymi lub brązowymi plamkami. Zasiedla tereny bagniste, gdzie rozmnaża się od października do marca. Gatunek najmniejszej troski (LC) w związku z m.in. szerokim zasięgiem występowania oraz dużymi rozmiarami populacji.

## Wygląd
Płaz ten dorasta do 6 cm długości. Grzbiet jasno- lub ciemnobrązowy, pokryty licznymi oliwkowymi, szarymi lub ciemnozielonymi plamkami. Występuje często czarny pasek biegnący od obszaru za okiem przez błonę bębenkową do barku. Brzuch biały. Brak błony pławnej u palców u dłoni, palce u stóp spięte słabo zaznaczoną błoną pławną.  

## Zasięg występowania i siedlisko
Gatunek ten występuje w północnej Australii – od regionu Kimberley w Australii Zachodniej na wschód przez Terytorium Północne i północny Queensland oraz dalej na południe wzdłuż wybrzeża po okolice Gladstone na wschodzie Queenslandu. Płaz ten spotykany jest również na południu Nowej Gwinei (zarówno w części należącej do Indonezji, jak i w Papui-Nowej Gwinei). Zasięg występowania (Extent of Occurrence, EOO) obejmuje ponad 2,5 miliona km². Gatunek zasiedla głównie tereny bagniste pokryte długimi trawami znajdującymi się na nizinnych tropikalnych sawannach. Żywi się bezkręgowcami.

## Rozród
Płaz ten rozmnaża się między październikiem i marcem. Samce nawołują schowane w formacji roślinnej tussock, w gruzie lub w opuszczonych norach słodkowodnych krabów. Około 2000 jaj składanych jest w gnieździe pianowym dryfującym po powierzchni okresowych zbiorników wodnych lub zalanych rowów. Do przeobrażenia się w osobniki dorosłe dochodzi po około 8 tygodniach.

## Status
Gatunek najmniejszej troski (LC) w związku z szerokim zasięgiem występowania, dużym potencjałem do adaptacji, dużymi rozmiarami populacji oraz brakiem zagrożeń zmniejszających rozmiary populacji.